# Майський (смт)
Ма́йський (рос. Майский) — селище міського типу у складі Совєтсько-Гаванського району Хабаровського краю, Росія. Адміністративний центр та єдиний населений пункт Майського міського поселення.

## Географія
Селище розташоване у східній частині краю, за 3,5 км (безпосередньо через бухту) від передмість міста Совєтська Гавань, на березі бухти Західної затоки Совєтська Гавань. За 1 км від селища є залізнична станція Десна (Код станції ЕСР 968302) — пасажирського і приміського сполучення немає. Через селище проходить автодорога місцевого значення 08А-4 Совєтська Гавань — Ваніно.

## Історія
Назва селища походить від річки Май (Маа), що за 1 км на північ від селища впадає в бухту Західну, на березі якої розташоване містоутворююче підприємство — Майська ГРЕС і трохи далі — безпосередньо селище.
Заснуванням селище завдячує будівництву електростанції ДЕСНА (тепер Майська ГРЕС) для забезпечення електроенергією промислових підприємств і об'єктів військово-морського флоту в регіоні. Будівництво станції почалося у 1935 році силами будівельного батальйону, який прибув пароплавом з Владивостока. У листопаді 1938 року запустили перший турбогенератор і два котли. Після пуску станції почалося будівництво житлового селища. Були побудовані дитячий садок і ясла на 50 місць, їдальня і клуб. Будівництво електростанції тривало до 1941 року, з початком війни було призупинене. 1952 року розгорнулися роботи з будівництва другої черги, і в подальшому потужність електростанції постійно нарощувався аж до 1989 року.
Проте потужностей станції завжди хронічно не вистачало і на початку 90-х років була протягнута ЛЕП-220 KB Комсомольськ-на-Амурі — Селіхіно — Ваніно, і станція була включена в єдину енергосистему.
До початку 21-го століття агрегати станції виробили всі свої ресурси і було прийнято рішення про будівництво в передмісті Совєтської Гавані сучасної ТЕЦ потужністю 120 МВт. Вихід Совгаванскої ТЕЦ на проектну потужність першої черги заплановано до 2020 року.
Станція ДЕСНА перейменована на «Майську ГРЕС» у 1971 році. У 1983 році потужність Майської ГРЕС становила 81 МВт.
Указом Президії Верховної Ради РРФСР від 29 жовтня 1959 року № 440 н.п. Десна виділений з міської межі міста Совєтська Гавань і віднесений до категорії робочих селищ з перейменуванням в Майський .
За 2 км на захід від селища знаходиться військовий радіопередавальний центр «Маріус» — вся апаратна частина знаходиться в підземній споруді. З 1986 року до складу СМТ Майський як мікрорайон включений селище Бяуде, розташоване за 2 км на схід. У 20-му столітті Бяуде — найстаріший у регіоні військово-морський гарнізон ПнТОФ і 7 ВМФ, який поступово занепав. У Бяуде, а також по берегах затоки збереглося безліч покинутих і зруйнованих будівель, споруд, причалів, напівзатоплені останки кораблів, зарослий польовий аеродром гідроавіації, трохи далі — колишній підземний радіоцентр «Скеля», споруди розформованого зенітно-ракетного дивізіону (комплекси С-300П) .

## Населення
Населення — 2598 осіб (2010; 2970 у 2002).
| 1959  | 1970  | 1979  | 1989  | 2000  | 2002  | 2005  |
| ----- | ----- | ----- | ----- | ----- | ----- | ----- |
| 6737  | ↘4394 | ↘4293 | ↘4204 | ↘3700 | ↘2970 | ↘2944 |
| 2006  | 2007  | 2008  | 2009  | 2010  | 2011  | 2012  |
| ↗2953 | ↘2900 | ↘2892 | ↗2907 | ↘2598 | ↘2586 | ↘2574 |
| 2013  | 2014  | 2015  | 2016  | 2017  | 2018  | 2019  |
| ↗2581 | ↘2547 | ↘2453 | ↘2429 | ↘2353 | ↘2338 | ↘2269 |
| 2020  |       |       |       |       |       |       |
| ↘2254 |       |       |       |       |       |       |

## Господарство
Містоутворююче підприємство — Майська ГРЕС. Незначна кількість військових об'єктів (зв'язківці, хіміки, залишки допоміжного флоту). У радянські роки в селищі працювала велика птахофабрика.

### Освіта
У селищі є СЗШ № 14 (колишня. Школа № 21), СОШ № 15, дитячий садок № 5.

### Пам'ятки
Палац культури сталінської побудови. Біля ДК споруджений фонтан. Збоку в сквері — меморіальний комплекс. З 2001 року функціонує Церква Благовіщення Пресвятої Богородиці — храм і недільна школа. На мисі Шарипова стоїть старий маяк.